# Emphyleuscelus corallinus
Emphyleuscelus corallinus es una especie de coleóptero de la familia Attelabidae.

## Distribución geográfica
Habita en Guatemala, Belice y México.